# Saint-Christol-lès-Alès
Saint-Christol-lès-Alès este o comună în departamentul Gard din sudul Franței. În 2009 avea o populație de 6.617 de locuitori.

## Evoluția populației
| An        | 1975  | 1982  | 1990  | 1999  | 2006  | 2009  |
| --------- | ----- | ----- | ----- | ----- | ----- | ----- |
| Populație | 3.304 | 3.970 | 4.973 | 5.492 | 6.390 | 6.617 |